# Regne de Hawaii
El Regne de Hawaii fou un regne que s'establí a les illes Hawaii entre 1795 i 1810, del qual eren súbdits els petits regnes independents d'Oʻahu, Maui, Molokaʻi, Lānaʻi, Kauaʻi i Niʻihau, unificats en un sol govern. Perdé la seva independència a causa d'una revolta encapçalada pels residents euroamericans el 1893, i fou annexat als Estats Units el 1893.
Mitjançant algunes batalles ràpides i sagnants, encapçalades per un cap guerrer, després immortalitzat com a Kamehameha El Gran, el Regne de Hawaii fou establert amb l'ajut d'alguns mariners britànics com ara Johh Young, Isaac Davis i Alexander Adams, i amb armes occidentals. Finalment, el cap de Kauaʻi jurà lleialtat al govern de Kamehameha. La unificació posà fi a la societat feudal de les illes hawaianes transformant-la en una monarquia constitucional moderna segons la tradició de les monarquies europees.
La monarquia hawaiana tingué vuit sobirans:
- Kamehameha I de Hawaii de 1810 a 1819.
- Kamehameha II de Hawaii de 1819 a 1824.
- Kamehameha III de Hawaii de 1824 a 1854.
- Kamehameha IV de Hawaii de 1855 a 1863.
- Kamehameha V de Hawaii de 1863 a 1872.
- Lunalilo de Hawaii de 1873 a 1874.
- Kalākaua de Hawaii de 1874 a 1891.
- Liliʻuokalani de Hawaii de 1891 a 1893.

Després de la deposició de la reina Lili'uokalani el 1893, el regne fou governat per un govern provisional fins a 1894, data en què la monarquia fou abolida definitivament i es proclamà la República de Hawaii.